# 外海五大祠
外海五大祠，位于中国广东省江门市外海街道东升街，为外海陈氏宗亲的祖祠，建于清代咸丰年间。2000年9月25日,五大祠列为江门市第三批文物保护单位。
祠堂包括因朝列莘隐陈公祠、泉石祠、桃溪祠、定息祠、筠轩祠，且紧密相联，占地约4100平方米，为三进并列而建。